# Nicolae Grigorescu
Nicolae Grigorescu (nascut el 15 de maig del 1838 a Pitaru, Romania; mort el 21 de juliol del 1907 a Câmpina, Romania) és, juntament amb Ion Andreescu i Ștefan Luchian, un dels principals fundadors de la pintura moderna romanesa. Durant els primers anys del segle XX la figura de Nicolae Grigorescu va esdevenir, a més, un important símbol per a les generacions d'artistes de l'època, que pretenien identificar i treure a la llum els valors propis del poble romanès.

## Biografia
Nicolae Grigorescu naix al poble de Pitaru, un poble del județ de Dâmbovița. És el sisè fill de Ion i Maria Grigorescu. L'any 1845, arran la mort del pare, la família decidix traslladar-se a Bucarest, a casa una tieta, al barri de Cărămida. Després d'una temporada d'aprenent (1848-1850) amb Anton Chladek rep l'encàrrec de pintar les icones ortodoxes de l'església de Băicoi i del monestir de Căldărușani. El 1856 executa la composició de caràcter històric Mihai scăpând stindardul ("Mihai arriant la bandera"). Farà d'esta obra una carta de presentació al príncep Barbu Știrbei, a qui sol·licitarà un ajut econòmic per a poder estudiar. Entre el 1856 i 1857 s'encarregarà de pintar la nova església del monestir de Zamfira, a Prahova; i el 1861 la d'Agapia.
El polític i advocat Mihail Kogălniceanu, seguidor de la seua obra, intervindrà perquè se li concedisca un ajut per a traslladar-se a estudiar a París. Així, durant la tardor de l'any 1861 el jove Grigorescu es trasllada a París en qualitat d'alumne a l'Escola de Belles Arts. Freqüentarà el taller de Sebastien Cornu, on coneixerà Renoir. Essent conscient de les seues pròpies mancances en formació artística, començarà la seua formació estudiant disseny i composició.
Aviat, però, deixarà el taller atret pels plantejaments artístics de l'Escola de Barbizon. S'establirà així en esta localitat, amb la voluntat de completar la seua formació assimilant els coneixements i l'experiència d'artistes com Millet, Corot, Gustave Courbet i Théodore Rousseau. Influenciat per este ambient creatiu, i immers en una atmosfera de culte a la pintura en plein-air que acabarà instaurarant les bases de l'Impressionisme, Grigorescu interioritzarà tots estos innovadors plantejaments artístics. El 1867 presentarà fins a set treballs en el marc de l'Exposició Universal de París, i el 1868 exposarà l'obra Tânără țigancă (“Jove rroma”) al Saló de París. Tornarà diversos cops a Romania, i a partir del 1870 participarà de diverses exposicions organitzades per la “Societat d'Amics de les Belles Arts”. Durant els anys 1873 i 1874 viatjarà per Itàlia (Roma, Napoli, Pompeia), Grècia i Viena amb l'objectiu de seguir formant-se. L'any 1877, durant la Guerra de la Independència Romanesa, serà convocat a allistar-se a l'exèrcit romanès en qualitat de “pintor del front”. Així, realitzarà esborranys i dibuixos en espais com les batalles de Grivița i Rahova, alguns dels quals acabaran esdevenint la base de composicions posteriors.
Del 1879 al 1890 treballarà especialment a França, residint a Vitré (Bretanya) o al seu taller de París. De nou a Romania, el 1890 s'establirà a Câmpina, i entre el 1891 i el 1904 inaugurarà algunes exposicions a l'Ateneul Român de Bucarest. Des de Câmpina es dedicarà fonamentalment a plasmar en pintura tota mena d'aspectes de la vida rural: pintarà retrats dels pagesos o de com els bous pasturen per camins plens de pols, i paisatges típicament romanesos. El 1899 fou nomenat Membre d'Honor de l'Acadèmia Romanesa.
Nicolae Grigorescu va finar el 21 de juliol de 1907 a Câmpina. Al taller, penjant del cavallet, s'hi va trobar inacabat el seu últim treball, Întoarcerea de la bâlci (“La tornada de la fira”).
En un moment decisiu per a la constitució de la cultura romanesa moderna —fou contemporani d'altres figures clau de la cultura romanesa com el poeta Mihai Eminescu— Nicolae Grigorescu va aportar una important renovació del llenguatge plàstic. Amb una formació basada tant en la vena de la tradició pictòrica mural apresa durant la joventut com en l'experiència impressionista posterior, Grigorescu se'ns presenta com una autoritat inqüestionable en diversos gèneres. L'enorme influència que va tenir sobre els seus contemporanis ha acabat marcant també l'evolució de les generacions que l'han seguit: la seua obra, doncs, va inaugurar de manera clara una tradició pictòrica.

## Algunes obres

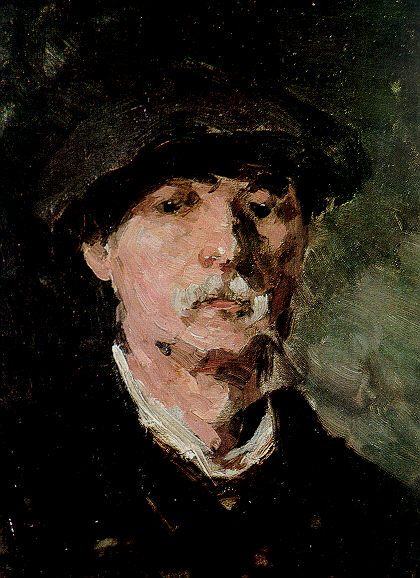
"Autoretrat"
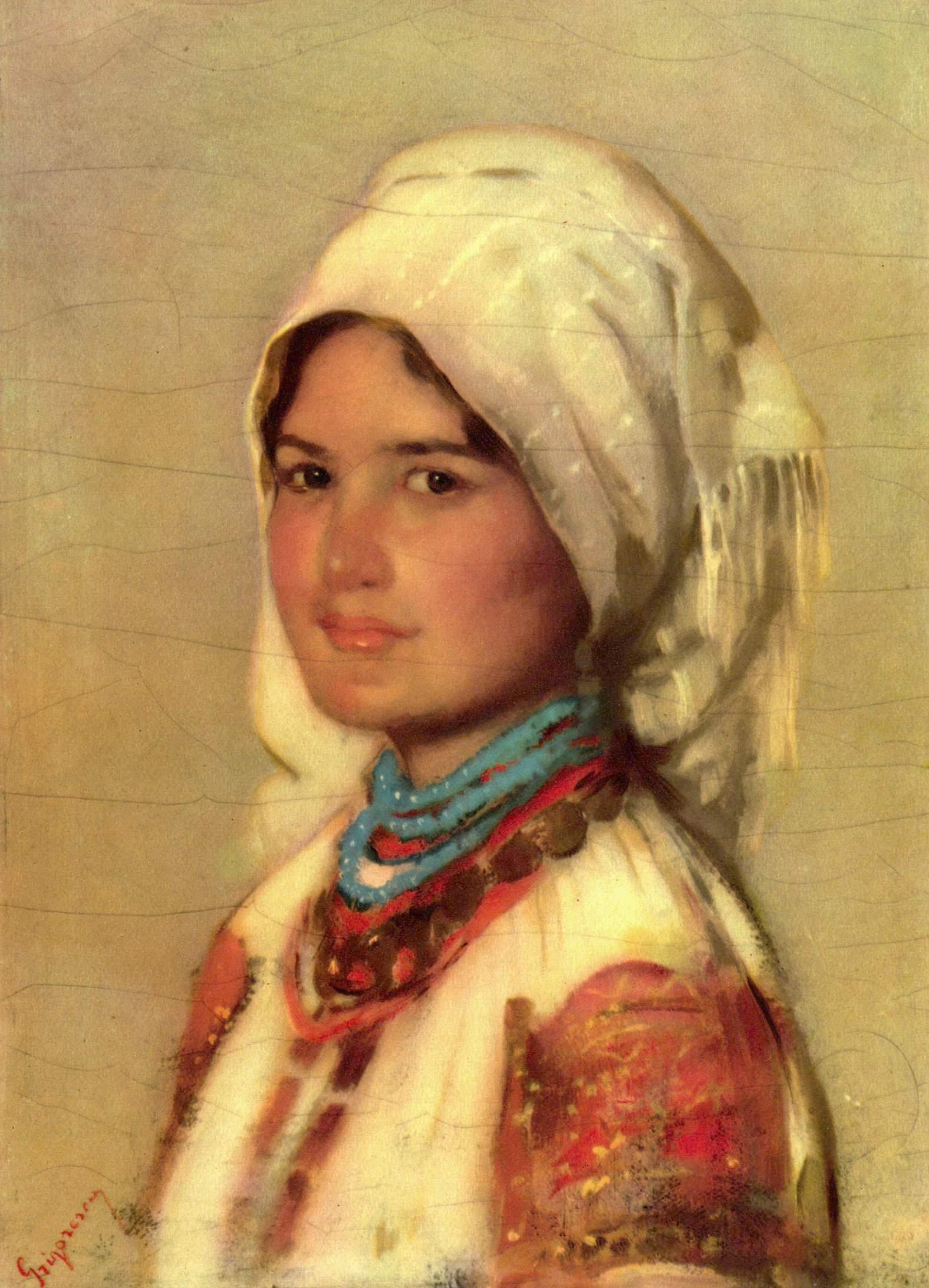
"Camperola de Muscel"
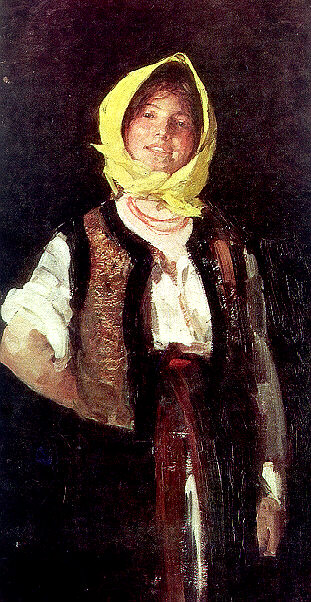
"Camperola alegre"
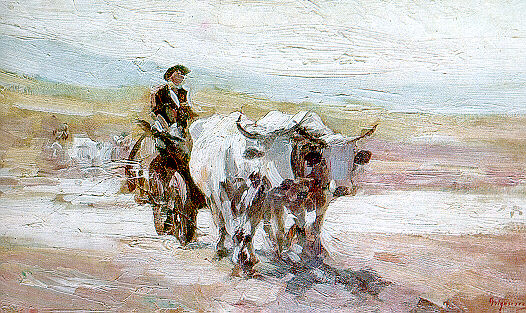
"Carro amb bous"
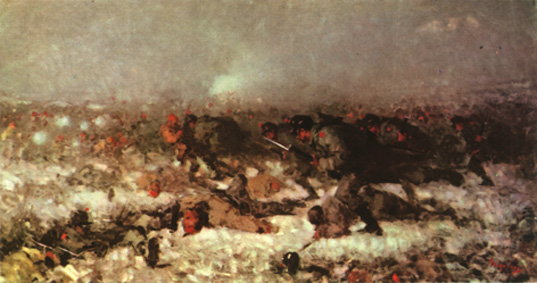
"Atac a Smârdan"
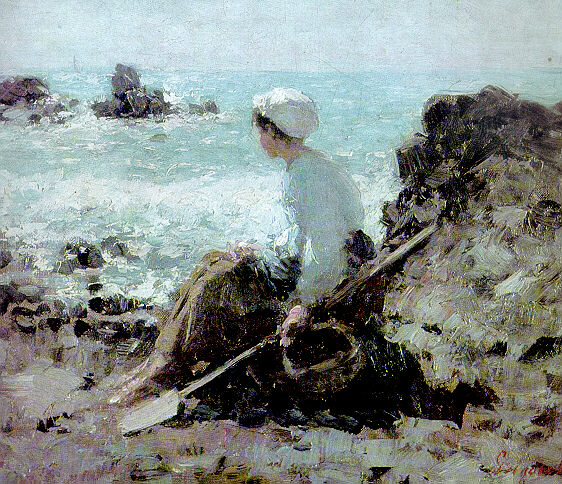
"La pescadora de Granville"
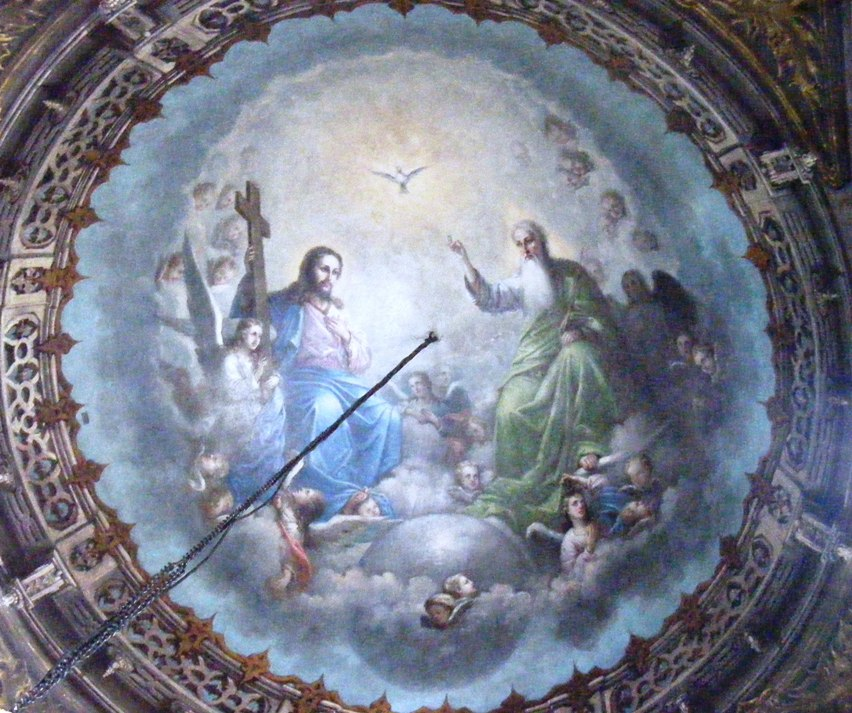
"La Santa Trinitat" (nàrtex del Monestir d'Agapia)
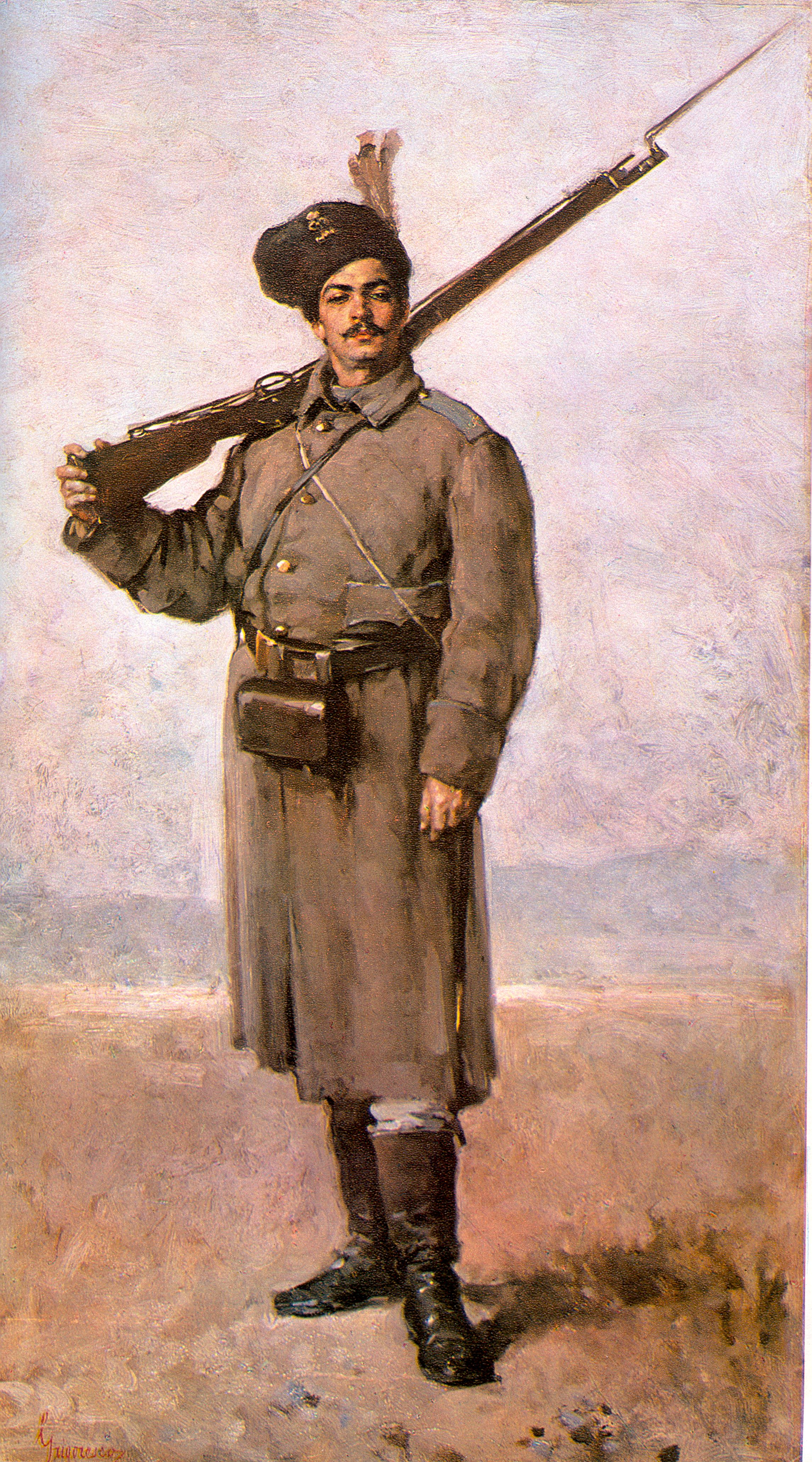
"El soldat"
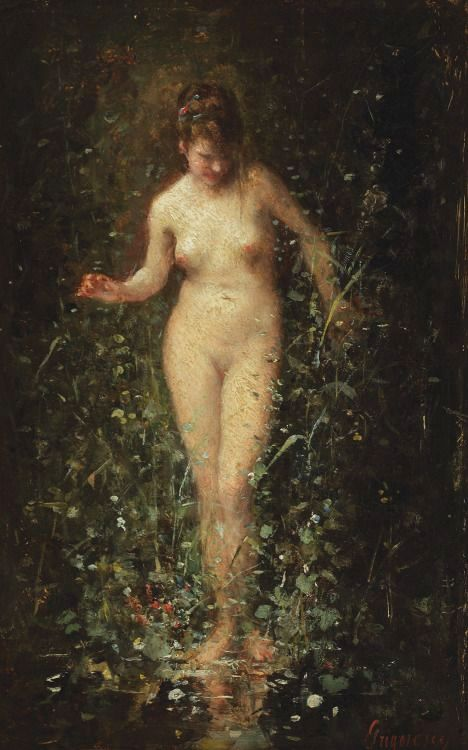
"Entrant al bany"
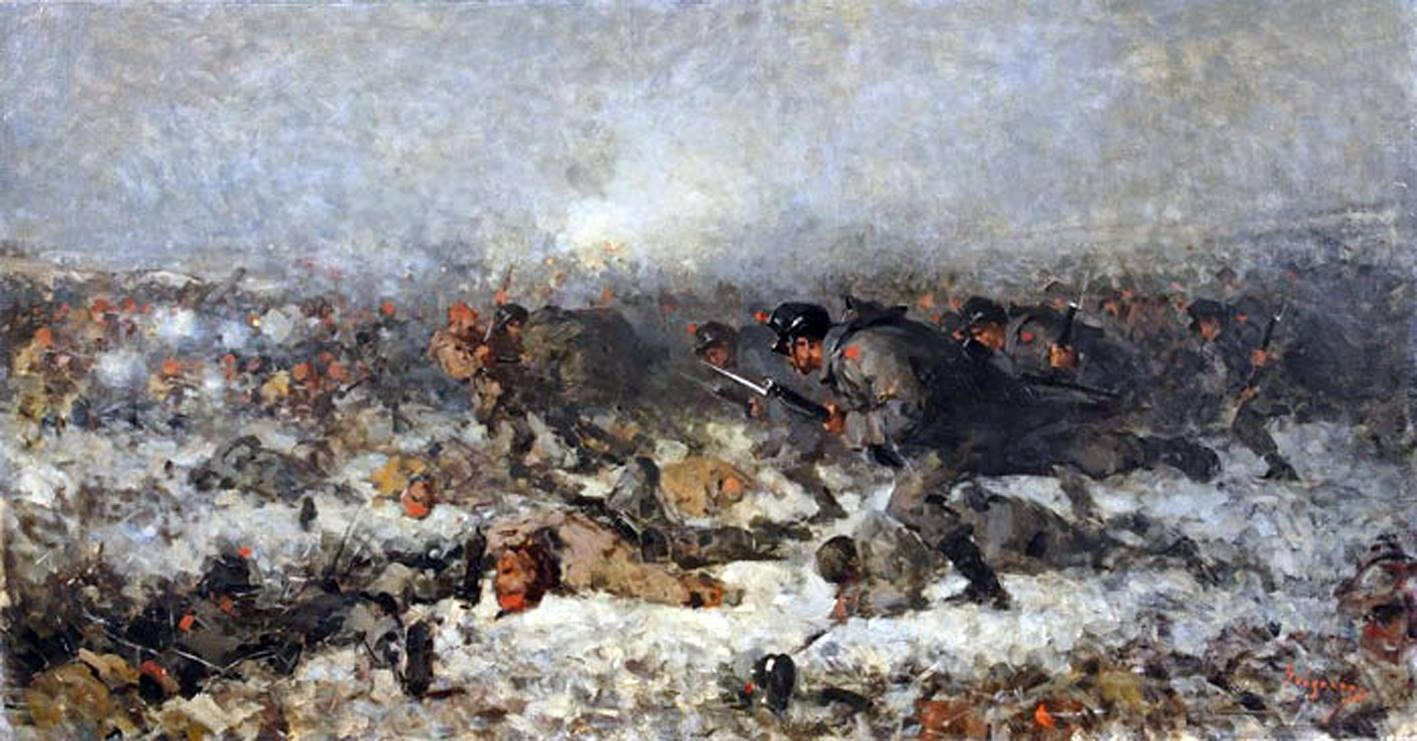
"L'atac d'Smardan"
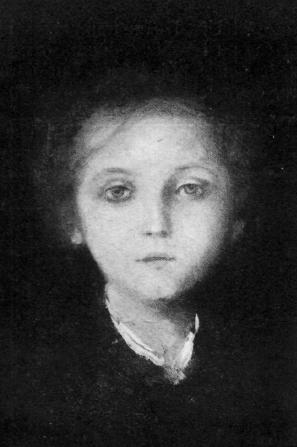
"Anişoara Vlahuţă (filla d'Alexandru Vlahuţă)"
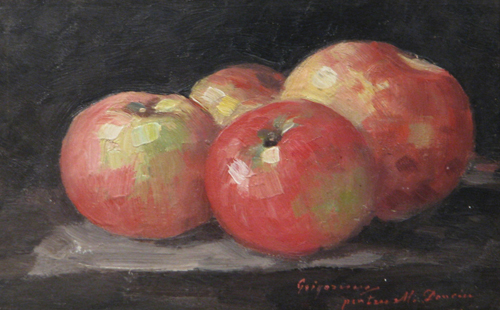
"Maçanes roges"
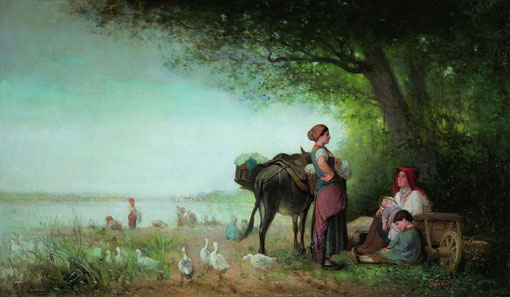
"Les rentadores al riu"
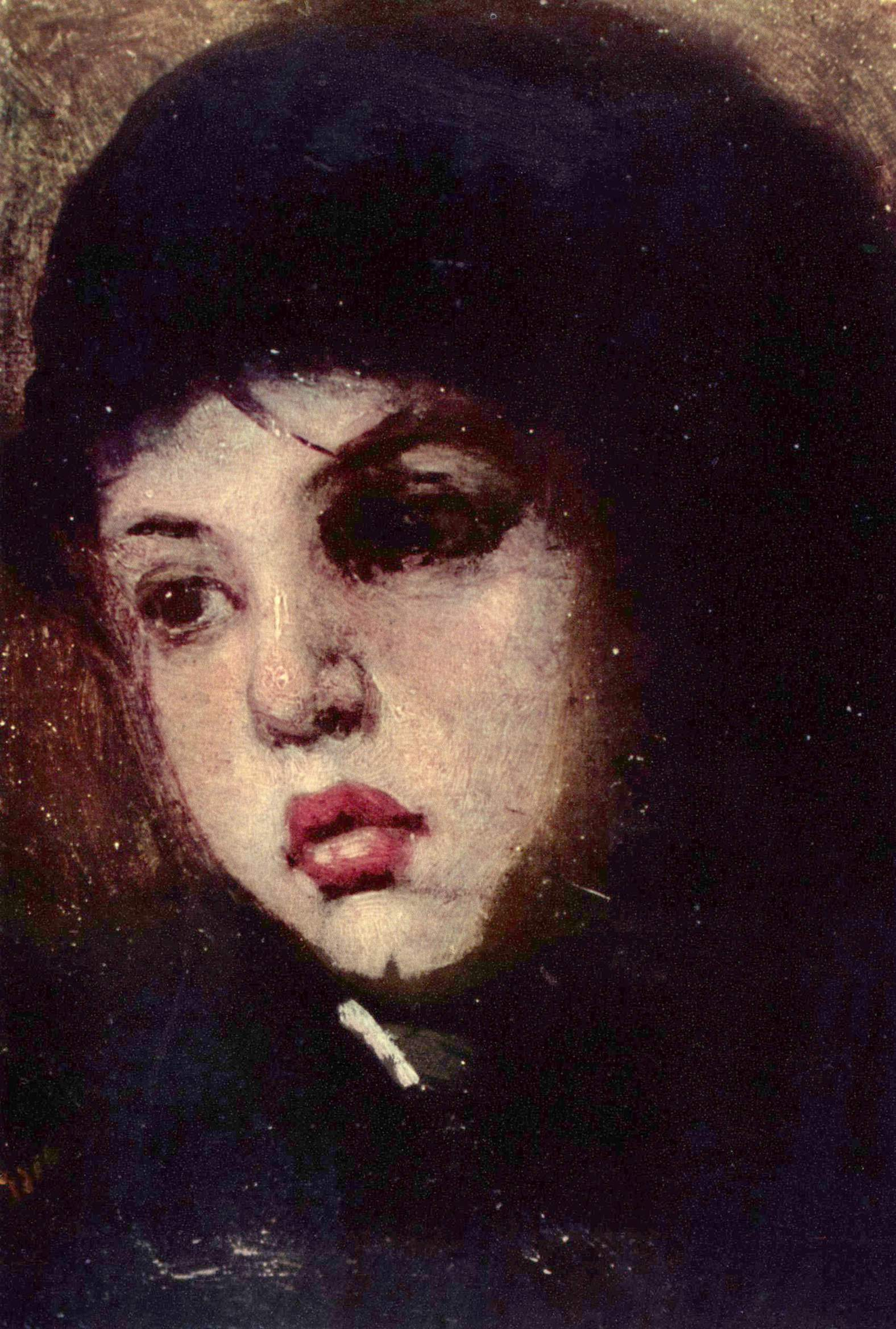
"Retrat d'una xiqueta"